# Toe
A Toe 2000-ben alakult japán rockegyüttes. Zenéjük a posztrock és a math rock műfajába tartozik. Az együttest Kasikura Takasi dobos, Mino Takaaki gitáros, Jamane Szatosi basszusgitáros és Jamazaki Hirokazu gitáros alkotja. A zenekar alapítása óta ebben a felállásban játszanak. Kiadójuk a Machu Picchu független kiadó, melyet az együttes tagjai alakítottak a Mouse on the Keys, az Enemies és a Tangled Hair együttesekkel közösen.
A zenei kompozíció nagy részét az instrumentalitás jellemzi, emellett a melodikus tiszta gitárhangzás a védjegye. A math rock általános képletét használva, rengeteg ismétlést alkalmaznak, de ezt megtörik az ütemek változtatásával, egy egyedi hangkép kialakításának érdekében. 
Az évek során sokat változtattak a hangzásukon, mégpedig oly módon, hogy a hangszerek közé bekerült az akusztikus gitár, a zongora, és a vibraphone is.
A Toe gyakorta turnézik Japánban, és zenéjüket leginkább a Pelevel és a The album leaffel hasonlítják össze.

## Diszkográfia
- Pele / toe (Dis(ign) Muzyq [JP], 2002 & Polyvinyl Records [US] 2004) split EP
- Songs, Ideas We Forgot (Catune, 2003; Machu Picchu, 2012)
- Re:designed (Catune, 2003) [remix album]
- The Book About My Idle Plot on a Vague Anxiety (Catune, 2005; Machu Picchu, 2012; White Noise Records HK, 2012)
- New Sentimentality EP (Machu Picchu, 2006)
- New Sentimentality "Tour Edition" (White Noise Records HK, 2008) Enhanced CDEP Limited to 1000
- For Long Tomorrow (White Noise Records HK, 2009)
- Toe/Collection of Colonies of Bees (Contrarede, 2009) EP
- The Future Is Now EP (Machu Picchu, 2012; White Noise Records HK, 2012; Topshelf Records 2012)

## Koncertvideók
- RGBDVD (DVD, 2005)
- CUT_DVD (DVD, 2010)

## Fordítás
- Ez a szócikk részben vagy egészben  a   Toe (band) című angol Wikipédia-szócikk fordításán alapul.  Az eredeti cikk szerkesztőit annak laptörténete sorolja fel. Ez a jelzés csupán a megfogalmazás eredetét és a szerzői jogokat jelzi, nem szolgál a cikkben szereplő információk forrásmegjelöléseként.